# Karel Otto Salm-Neuburg
Karel Otto hrabě ze Salm-Neuburgu (německy Karl Otto Graf von Salm-Neuburg, 14. května 1709 – 8. prosince 1766, Vídeň) byl rakouský a moravský šlechtic, politik, státní úředník a dvořan. Díky dědictví, sňatkům a vlastním akvizicím vytvořil rozsáhlý majetkový komplex na Moravě s přesahem do východních Čech (Velké Opatovice, Jevíčko, Svojanov, Malenovice), jeho hlavním sídlem byl Salmův palác v Olomouci. Od mládí působil v zemské správě Moravského markrabství, kde byl nakonec nejvyšším zemským sudím (1755–1763). Svou kariéru zakončil jako hofmistr jedné z dcer Marie Terezie u císařského dvora ve Vídni.

## Životopis
Pocházel ze starého německého rodu Salmů, který byl v linii Salm-Neuburg od konce 16. století usazený na Moravě. Narodil se jako starší syn Arnošta Leopolda ze Salm-Neuburgu (1683–1722) a jeho manželky Marie Františky, rozené Lichtenštejnové z Kastelkornu (1685–1754). 
Karel Otto od mládí působil v zemských úřadech na Moravě, od roku 1738 byl přísedícím zemského soudu, poté hejtmanem přerovského a olomouckého kraje, mezitím se stal císařským komorníkem a později skutečným tajným radou. V letech 1755–1763 byl nejvyšším zemským sudím na Moravě a v této funkci předsedal moravskému zemskému tribunálu. Svou kariéru završil jako nejvyšší hofmistr arcivévodkyně Marie Josefy (1763–1766).
Zemřel náhle na mrtvici ve věku 57 let při procesí u jezuitského kostela ve Vídni.

## Rodinné a majetkové poměry

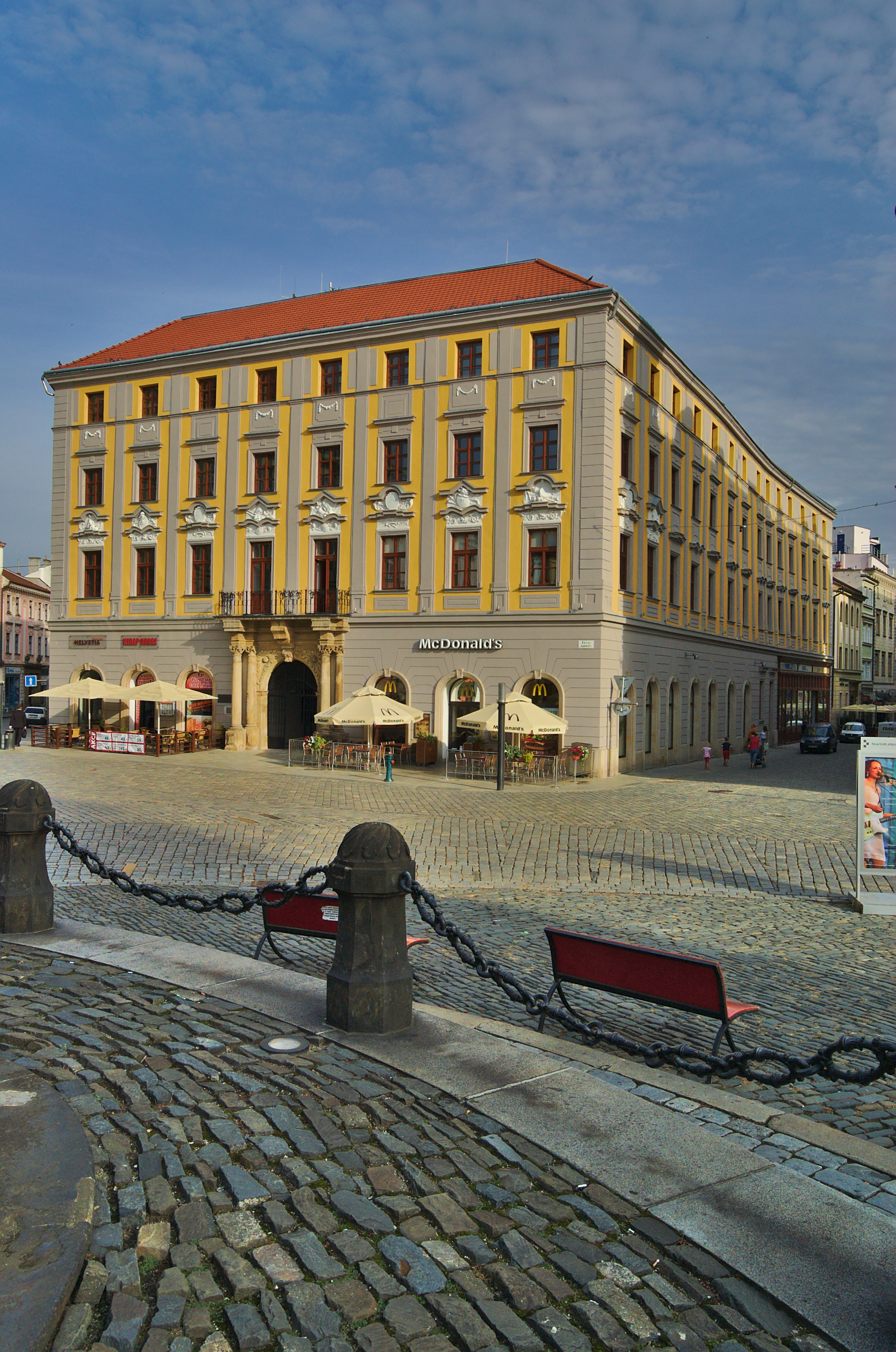
Salmův palác na Horním náměstí v Olomouci

Po otci zdědil panství Velké Opatovice zakoupené v roce 1719. Po dobu jeho nezletilosti spravovala majetek matka, která v roce 1729 přikoupila sousední panství Jevíčko a Roubanina, mezitím také nechala v letech 1727–1728 přestavět rodový palác v Olomouci. Karel Otto později k Velkým Opatovicím a Jevíčku přikoupil v roce 1756 panství Jaroměřice za 86 000 zlatých. Mezitím v roce 1747 po strýci Jakubu Arnoštovi z Lichtenštejna-Kastelkornu zdědil panství Malenovice, Pohořelice a také statky v Kladsku. Poprvé se oženil v roce 1737 s hraběnkou Marií Antonií Wengerskou (1721–1744), s níž měl jediného syna. Jeho druhou manželkou se stala Marie Eleonora Zárubová z Hustířan (†1753), dáma Řádu hvězdového kříže, která jako dědička posledního ze Zárubů přinesla do manželství věnem panství Svojanov. Potřetí se oženil s Marií Ernestinou Pruskovskou z Pruskova (1722–1806), c.k. palácovou dámou a dámou Řádu hvězdového kříže.
Na svém rozsáhlém majetku vyvinul Karel Otto Salm bohatou stavební činnost. Mezi nejvýznamnější patří rozsáhlá přestavba zámku ve Velkých Opatovicích probíhající do roku 1757. Rodina pobývala často také na hradě v Malenovicích, kde byly pořízeny nástěnné malby v hlavním sále a v kapli. V Jevíčku nechal v letech 1762–1766 postavit kostel Nanebevzetí Panny Marie. Naopak na hradě Svojanov připomíná jeho éru pouze alianční erb Salmů a Zárubů na vstupní bráně.
Z prvního manželství pocházel jediný syn Karel Vincenc Otto (1744–1784), který působil v politické správě na Moravě, zemřel ale ve čtyřiceti letech jako poslední potomek linie Salm-Neuburgů. Jeho rozsáhlý, ale značně zadlužený majetek si rozdělily tři dcery provdané do rodin Černínů, Herbersteinů a Lambergů.